# Ордер на арешт Беньяміна Нетаньягу і Йоава Ґаланта
21 листопада 2024 року, після розслідування воєнних злочинів і злочинів проти людяності, Міжнародний кримінальний суд (МКС) видав ордери на арешт двох високопосадовців Ізраїлю — Біньяміна Нетаньягу, прем'єр-міністра Ізраїлю, та Йоава Галланта, колишнього міністра оборони Ізраїлю — за звинуваченням у воєнному злочині голоду як методу ведення війни та злочинах проти людяності, пов'язаних з убивствами, переслідуваннями та іншими нелюдськими діями під час війни між Ізраїлем та ХАМАС. Ордер на арешт Нетаньяху є першим ордером на арешт глави уряду великого західного союзника.
МКС також видав ордер на арешт військового командира Хамасу Мохаммеда Дейфа, який, за повідомленнями, був убитий в результаті ізраїльського авіаудару 13 липня 2024 року. Прокурор МКС Карім Хан спочатку подав заявку на отримання ордерів на арешт двох інших посадових осіб Хамасу (голови Хамасу Ісмаїла Ханії та лідера Хамасу в Газі Ях'ї Сінвара) 20 травня 2024 року, але відкликав її після підтвердження їхньої загибелі в липні 2024 року і жовтні 2024 року відповідно.

## Суть звинувачень
Генеральний прокурор МКС Карим Хан звинуватив лідерів ХАМАС у тому, що ті несуть відповідальність за військові злочини та злочини проти людяності — вбивства, захоплення заручників, акти сексуального насильства, тортури, які були скоєні бойовиками ХАМАС під час вторгнення до Ізраїлю 7 жовтня 2023. Карім Хан підкреслив, що ці злочини були частиною широкомасштабних та систематичних нападів на громадянське населення Ізраїлю з боку ХАМАС та інших палестинських збройних угруповань.
Прем'єр-міністра Ізраїлю Біньяміна Нетаньяху та ізраїльського міністра оборони Йоава Галанта генеральний прокурор МКС звинуватив у військових злочинах і злочинах проти людяності, скоєних на палестинських територіях силами Ізраїлю в ході війни з ХАМАС. Серед військових злочинів, в яких Хан звинуватив керівництво Ізраїлю були використання голоду серед цивільного населення як метод ведення війни і навмисні напади на цивільне населення.

## Міжнародна реакція
Новина про намір Хана отримати ордер на арешти лідерів Ізраїлю та ХАМАС викликала широкий резонанс у світі. Пропозицію видачі ордера на арешт керівництва Ізраїлю засудили США, Чехія, Італія, Німеччина. Однак ряд інших держав, включаючи Францію, Велику Британію, Бельгію та Ірландію, виступили із захистом прокурора МКС.
Влада Ізраїлю різко розкритикувала звинувачення від МКС. Нетаньяху заявив, що генпрокурор МКС «підриває право будь-якої демократії на самозахист від терористичних організацій та агресорів», а також звинуватив Хана в антисемітизмі. При цьому Нетаньяху заявив, що «це не завадить Ізраїлю знищити ХАМАС». МЗС Ізраїлю назвало те, що сталося «історичною ганьбою, яку пам'ятатимуть до кінця століть».
Із засудженням ініціативи прокурора МКС виступили і в ХАМАС, де заявили, що угруповання «рішуче засуджує спроби прокурора Міжнародного кримінального суду прирівняти жертву до ката, видавши ордери на арешт низки лідерів палестинського опору».
CNN зазначало, що МКС вперше розпочав процес переслідування лідера держави — близького союзника США.